# Coțușca, Botoșani
Coțușca este satul de reședință al comunei cu același nume din județul Botoșani, Moldova, România.

## Personalități
- Constantin Simirad

 Acest articol despre o localitate din județul Botoșani este deocamdată un ciot. Puteți ajuta Wikipedia prin completarea lui.